# Sălbăgel
Sălbăgel (deutsch Silwaschel, ungarisch Szilváshely) ist ein Dorf im Kreis Timiș, Banat, Rumänien. Sălbăgel gehört zur Gemeinde Gavojdia. 

## Geografische Lage
Sălbăgel liegt im Osten des Kreises Timiș, an der Grenze zum Kreis Caraș-Severin, in 20 Kilometer Entfernung zu Lugoj und 5 Kilometer zu Gavojdia.

## Nachbarorte
| Oloșag       | Gavojdia                                    | Jena          |
| Știuca       | Kompassrose, die auf Nachbargemeinden zeigt | Sălbăgelu Nou |
| Dragomirești | Zgribești                                   | Copăcele      |

## Geschichte
Eine erste urkundliche Erwähnung der Ortschaft Zylwas stammt aus dem Jahr 1411. In den Aufzeichnungen des Gelehrten Marsigli von 1690 bis 1700 gehörte der Ort Sylbagir zum Distrikt Caransebeș. Während der Türkenherrschaft zogen sich die Einwohner in die Berge zurück und der Ort war verlassen. Nach dem Frieden von Passarowitz (1718), als das Banat eine Habsburger Krondomäne wurde, war Sylbagie Teil des Temescher Banats. Auf der Mercy-Karte von 1723 ist der Ort Sylbasel bewohnt. 1801 war Baron Michael Bruckenthal Grundherr der Ortschaft.
Nach dem Österreichisch-Ungarischen Ausgleich (1867) wurde das Banat dem Königreich Ungarn innerhalb der Doppelmonarchie Österreich-Ungarn angegliedert. Die amtliche Ortsbezeichnung war Szilváshely. Der Vertrag von Trianon am 4. Juni 1920 hatte die Dreiteilung des Banats zur Folge, wodurch Sălbăgel  an das Königreich Rumänien fiel.
1896 gründete die Volksbank in 2 Kilometer Entfernung von Sălbăgel eine neue Ortschaft Sălbăgelu Nou, die mit deutschen Kolonisten besiedelt wurde. Heute gehört Sălbăgelu Nou zum Kreis Caraș-Severin.
In der Zwischenkriegszeit gehörte Sălbăgel zum Stuhlbezirk Sacu, Kreis Severin.

## Bevölkerungsentwicklung
| 1880 | 595 | 549 | 1 | 10 | 35 |
| 1910 | 690 | 639 | - | 7  | 44 |
| 1930 | 652 | 616 | 3 | 9  | 24 |
| 1977 | 408 | 361 | 3 | 1  | 43 |
| 2002 | 343 | 250 | 1 | -  | 92 |